# エバン・モーブリー
エバン・モーブリー（Evan Mobley, 2001年6月18日 - ）は、アメリカ合衆国・カリフォルニア州サンディエゴ出身のプロバスケットボール選手。NBAのクリーブランド・キャバリアーズに所属している。ポジションはセンターまたはパワーフォワード。

## 生い立ち
幼い頃から兄のアイザイアと共に元バスケットボール選手の父であるエリックの指導の下バスケットボールを始めた。当初はバスケットボールをすることに消極的だったが、8年生になると身長が6フィート4インチ（約193cm）と成長し、スポーツに興味を持つようになった。

## 学生時代

### ハイスクール
高校はカリフォルニア州テメキュラにあるランチョ・クリスチャンスクールへ進学。最初の3年間は2019年のクラスで5つ星の新人である兄アイザイアとチームメイトだった。高校2年生の時、1試合平均19.2得点、10.4リバウンド、4.7ブロックを記録し、カリフォルニア州・ゲータレード年間最優秀選手賞とプレス・エンタープライズ年間最優秀選手賞に選ばれた。高校3年生になると1試合平均20.5得点、12.2リバウンド、5.2ブロック、4.6アシストとさらに成績を伸ばし、ラン・チョクリスチャンを22勝8敗と導いた。モブリーは2年連続、カリフォルニア州・ゲータレード年間最優秀選手賞を受賞し、2年連続受賞はドリュー・ホリデー以来2人目の快挙となった。また、モーガン・ウッテン年間最優秀選手賞にも選ばれ、マクドナルドが主催する全米高校のオールスターゲームであるマクドナルド・オール・アメリカンゲームやジョーダン・ブランド・クラシック、ナイキ・フープサミットにも選出したが、新型コロナウイルスの影響ですべて中止された。

### リクルート
モブリーは2020年のクラスで5つ星として評価された。2019年8月5日、USCの他にもUCLAやワシントン大学など強豪校からオファーが来ていたが、兄も在籍しているUSCに進学を決めた。
| 氏名 | 出身                                                                                | 高校 / 大学                         | 身長               | 体重           | コミット日   |
| --- | ----------------------------------------------------------------------------------- | ----------------------------------- | ------------------ | -------------- | ------------ |
| エバン・モブリー C | テメキュラ (カリフォルニア州)                                                       | ランチョ・クリスチャンスクール (CA) | 7 ft 0 in (2.13 m) | 205 lb (93 kg) | 2019年8月5日 |
| エバン・モブリー C | リクルート スターレーティング: Scout: N/A Rivals: 247Sports: ESPN: ESPNグレード: 97 |                                     |                    |                |              |
| 全リクルート順位: Rivals: 4 247Sports: 3 ESPN: 3 |                                                                                     |                                     |                    |                |              |
| - 注意: 多くの場合、Scout、Rivals、247Sports、ESPNの間で身長、体重が一致しない可能性がある。 - これらの場合、平均をとっている。ESPNグレードは100ポイントスケールに基づいている。 出典: - “USC 2020 Basketball Commitments”. Rivals.com. 2020年8月17日閲覧。 - “2020 USC Trojans Recruiting Class”. ESPN.com. 2020年8月17日閲覧。 - “2020 Team Ranking”. Rivals.com. 2020年8月17日閲覧。 |                                                                                     |                                     |                    |                |              |

### カレッジ
2020年11月25日のカリフォルニアバプティスト大学とのデビュー戦で、21得点、9リバウンドを記録し、USCは95-87で勝利した。レギュラーシーズンが終わるとモブリーは、Pac-12の年間最優秀選手、最優秀守備選手、新人王に選ばれた。NCAAディビジョン1の強豪カンファレンスでこの三冠を達成したのは2012年のアンソニー・デイビス以来2人目となった。

## NBAキャリア

### クリーブランド・キャバリアーズ

#### 2021-22シーズン
2021年のNBAドラフトにてクリーブランド・キャバリアーズに全体3位で指名され、2021年8月3日にルーキースケール契約を結んだ。同年10月20日のメンフィス・グリズリーズ戦でNBAデビューを果たし、17得点、9リバウンド、6アシストとオールラウンドな活躍をしたが、チームは121-132で敗れた。3日後のアトランタ・ホークス戦では17得点、11リバウンド、4ブロックを記録し、キャリア初ダブル・ダブルを達成した。同年11月7日のニューヨーク・ニックス戦でシーズンハイの26得点、9リバウンド、5アシストを記録し、チームは126-109で勝利した。11月15日のボストン・セルティックスとの試合後、右肘の捻挫のリハビリのために2〜4週間離脱すると発表した。同年12月2日、10月/11月のイースタン・カンファレンスの月間最優秀新人選手にモーブリーが選出された。12月8日には2004年3月のレブロン・ジェームズ以来となるキャブスの新人選手として初めて、5ブロックを記録した。2022年1月22日のオクラホマシティ・サンダー戦で、15得点とキャリアハイの17リバウンドを記録し、同年2月2日のヒューストン・ロケッツ戦では、キャリアハイの29得点、12リバウンド、2アシストを記録したが、試合は104-115で敗れた。2月20日に行われたNBAオールスターウィークエンド・スキルチャレンジにチーム・キャバリアーズとして出場し、優勝した。
このシーズン、モーブリーは全69試合に先発出場し、平均33.8分の出場で平均15.0得点、8.3リバウンド、2.5アシスト、0.8スティール、1.7ブロックを記録したものの、新人王投票ではスコッティ・バーンズに次ぐ2位に終わった。

#### 2022-23シーズン
2023年1月21日のミルウォーキー・バックス戦でキャリアハイとなる38得点を含む9リバウンド、3アシストを記録し、チームは114-102で勝利した。なお、3ポイントシュート・フリースローなしで38得点以上を記録したのは、ジョージ・ガービン、アレックス・イングリッシュ、アキーム・オラジュワンに次いでNBA史上4人目であった。このシーズン、モーブリーは最優秀守備選手賞投票において3位に終わり、自身初となるオールディフェンシブファーストチームに選出された。

#### 2023-24シーズン
11月18日のアトランタ・ホークス戦でキャリアハイを更新する19リバウンドを含む17得点、7ブロックを記録し、チームは128-105で勝利した。12月15日にキャバリアーズは、モーブリーの左膝関節鏡下手術のために6〜8週間の欠場をさせることを発表した。
2024年5月9日に行われたボストン・セルティックスとのカンファレンス準決勝の第2戦でプレーオフキャリアハイとなる5アシストを含む21得点、10リバウンド、1スティール、2ブロックを記録し、チームは118-94で勝利した。同月15日に行われた第5戦ではプレーオフキャリアハイとなる33得点を記録したが、チームは98-113で敗れ、プレーオフ敗退となった。

#### 2024-25シーズン
12月7日のシャーロット・ホーネッツ戦でキャリアハイを更新する41得点（3ポイントシュート6本もキャリアハイ）を含む10リバウンド、3ブロックを記録し、チームは116-102で勝利した。なお、25歳未満で40得点・3ポイントシュート5本以上成功・10リバウンド・3ブロック以上を記録したのは、ケビン・デュラントに次いでNBA史上2人目であった。
2025年1月30日に自身初となるオールスターに控えとして選出された。また、このシーズンのNBA最優秀守備選手賞に選出された。23歳での同賞の受賞は最年少タイ記録となった。

## プレースタイル
大学時代はセンターでプレーしていたが、NBAに入ってからはキャバリアーズのチームメイトであるジャレット・アレンと被っていることもあり、パワーフォワードとして出場している。
NBA選手ではアンソニー・デイビスやクリス・ボッシュとよく比較され、モーブリー自身もドラフト後の会見でボッシュやデイビス、ヤニス・アデトクンボのような選手たちと比較する人が多いと語っており、デイビスはモーブリーとの直接対決の後にインタビューで「エリートのショットブロッカーで、ロブの脅威がある。ルーキー時代の俺に似ている部分がいくつかあるけど、おそらくシュートは俺より少し上手いだろうね。」と話している。他にもケビン・ガーネットに近いという意見も多い。

### オフェンス

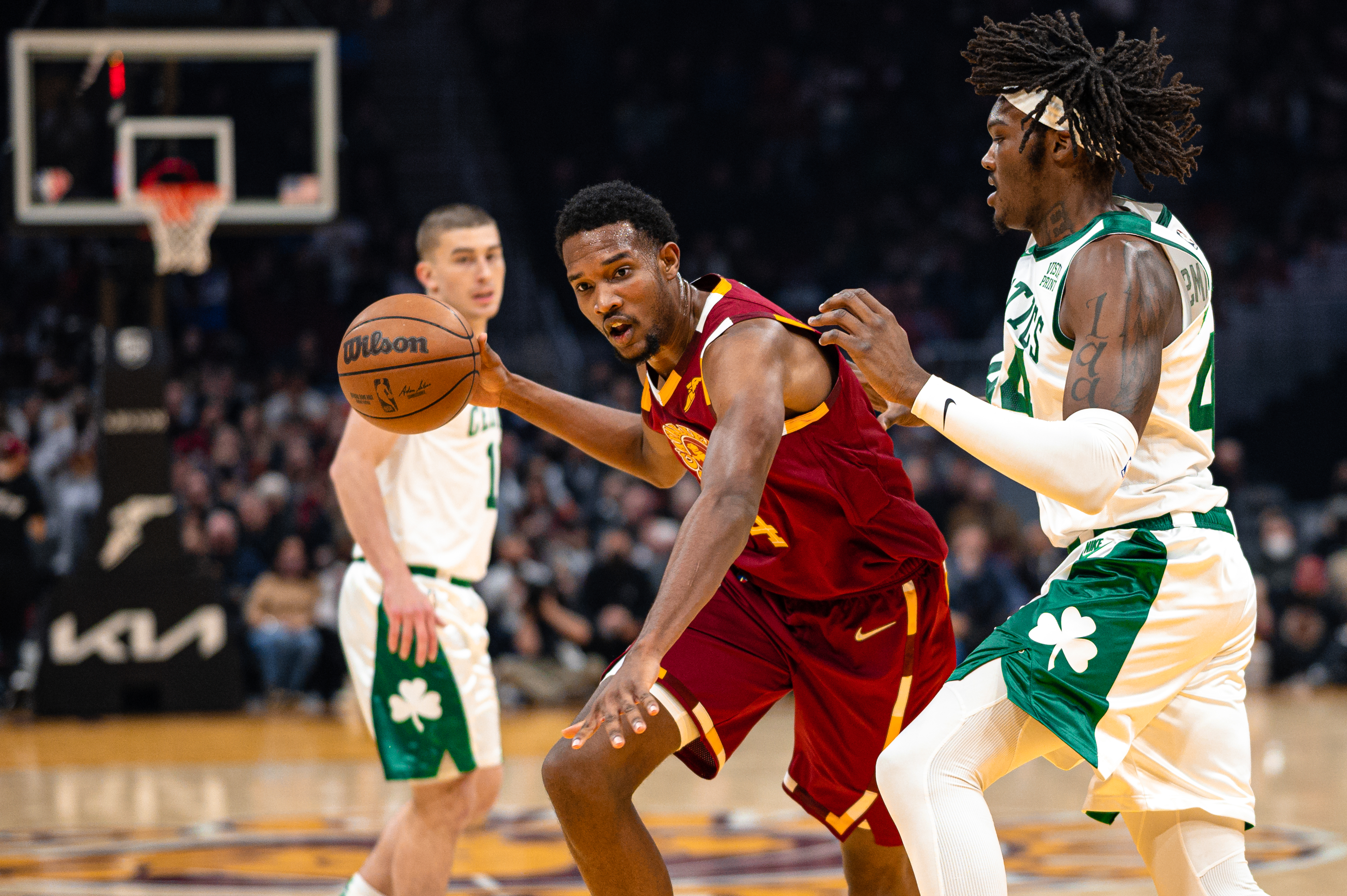
ドライブを試みるモーブリー

7フッターの身長に機動性と運動性を備え、ポストアップからのフェイダウェイやミドルショット、ピックフェードの3ポイントも打つことができ、安定したハンドリング、時にはパサーとしてチームオフェンスの流れを遮ることなく貢献する。また、効率的なプットバックで得点を量産する。
ガード並みのレイアップ技術も備えており、対戦したカイル・クーズマからは「ジョージ・ガービンに最も近い人物を生で見てしまった」と評された。

### ディフェンス
軽いフットワークからピックアンドロールディフェンスやガード相手に対するペリメーターディフェンスにも対応可能であり、リム回りでは224cmの恵まれたウィングスパンを活かしてショットブロッカーとしても活躍している。

## 個人成績

### NBA

#### レギュラーシーズン
| シーズン     | チーム       | GP  | GS  | MPG  | FG%  | 3P%  | FT%  | RPG | APG | SPG | BPG | PPG  |
| ------------ | ------------ | --- | --- | ---- | ---- | ---- | ---- | --- | --- | --- | --- | ---- |
| 2021–22      | CLE          | 69  | 69  | 33.8 | .508 | .250 | .663 | 8.3 | 2.5 | .8  | 1.7 | 15.0 |
| 2022–23      | CLE          | 79  | 79  | 34.4 | .554 | .216 | .674 | 9.0 | 2.8 | .8  | 1.5 | 16.2 |
| 2023–24      | CLE          | 50  | 50  | 30.6 | .580 | .373 | .719 | 9.4 | 3.2 | .9  | 1.4 | 15.7 |
| 2024–25      | CLE          | 71  | 71  | 30.5 | .557 | .370 | .725 | 9.3 | 3.2 | .9  | 1.6 | 18.5 |
| 通算         | 通算         | 269 | 269 | 32.5 | .548 | .315 | .694 | 9.0 | 2.9 | .8  | 1.6 | 16.4 |
| オールスター | オールスター | 1   | 0   | 8.0  | .750 | .000 | ---  | .0  | 1.0 | .0  | .0  | 6.0  |

#### プレーオフ
| シーズン | チーム | GP | GS | MPG  | FG%  | 3P%  | FT%  | RPG  | APG | SPG | BPG | PPG  |
| -------- | ------ | -- | -- | ---- | ---- | ---- | ---- | ---- | --- | --- | --- | ---- |
| 2023     | CLE    | 5  | 5  | 37.6 | .458 | .000 | .625 | 10.0 | 2.0 | .6  | 1.2 | 9.8  |
| 2024     | CLE    | 12 | 12 | 35.2 | .555 | .278 | .694 | 9.3  | 2.3 | .8  | 2.2 | 16.0 |
| 2025     | CLE    | 8  | 8  | 32.1 | .586 | .452 | .840 | 8.1  | 1.6 | 1.1 | 1.0 | 17.1 |
| 通算     | 通算   | 25 | 25 | 34.6 | .548 | .380 | .739 | 9.0  | 2.0 | .9  | 1.6 | 15.1 |

### カレッジ
| シーズン | チーム | GP  | GS  | MPG  | FG%  | 3P%  | FT%  | RPG | APG | SPG | BPG | PPG  |
| -------- | ------ | --- | --- | ---- | ---- | ---- | ---- | --- | --- | --- | --- | ---- |
| 2020-21  | USC    | 33* | 33* | 33.9 | .578 | .300 | .694 | 8.7 | 2.4 | .8  | 2.9 | 16.4 |

## 受賞歴
NBA
- NBA最優秀守備選手賞：2025
- NBA月間最優秀新人賞：11月/12月部門[22]
- NBAスキルチャレンジ優勝：2022

NCAA
- オールアメリカン・コンセンサスセカンドチーム：2021
- Pac-12年間最優秀選手：2021
- オールPac-12ファーストチーム：2021
- Pac-12年間最優秀守備選手：2021
- Pac-12オールディフェンシブチーム：2021
- Pac-12新人王：2021
- Pac-12オールフレッシュマンチーム：2021

ハイスクール
- モーガン・ウッテン最優秀選手賞：2020
- 2× カリフォルニア州ゲータレード最優秀選手賞：2019、2020
- プレス・エンタープライズ最優秀選手賞：2020
- マクドナルド・オール・アメリカン：2020
- ジョーダン・ブランド・クラシック：2020
- ナイキ・フープサミット：2020